# Екелбек
Екелбек (фр. Esquelbecq) насеље је и општина у североисточној Француској у региону Север-Па д Кале, у департману Север која припада префектури Денкерк.
По подацима из 2011. године у општини је живело 2121 становника, а густина насељености је износила 167,01 становника/km². Општина се простире на површини од 12,7 km². Налази се на средњој надморској висини од 21 метар (максималној 29 m, а минималној 11 m).

## Демографија
| 1962. | 1968. | 1975. | 1982. | 1990. | 1999. | 2011. |
| ----- | ----- | ----- | ----- | ----- | ----- | ----- |
| 1.517 | 1.559 | 1.592 | 1.907 | 1.979 | 2.124 | 2.121 |